# Col·lecció de l'Enfer
L'Enfer (en francès: [ɑ̃fɛʁ], literalment, infern o infern) és un departament especial de la Biblioteca Nacional de França i situat a París. Es tracta d'una col·lecció especial de llibres i manuscrits de caràcter eròtic o pornogràfic que, per la seva raresa i valor, només es poden veure amb autorització. L'Enfer es va establir entre 1836 i 1844 i és una de les col·leccions privades més famoses. L'any 2013, l'Enfer contenia uns 2.600 volums, datats des del segle XVI fins a l'actualitat.

## Significat
Les arrels de l'Enfer a la Biblioteca Nacional de França daten de finals del segle XVII. El catàleg, que es va introduir aleshores de la Biblioteca Reial, ja separava llibres "bons" i "dolents". El 1702, els tractats teològics ortodoxos i heterodoxos, les novel·les literàries i d'entreteniment, les històries d'amor i d'aventures van rebre diferents marques de premsa de classificació de la Biblioteca. A mitjans del segle XVIII, hi havia 24 "ouvrages licencieux" ("obres escandaloses"), inclòs els "diàlegs de prostitutes" de Pietro Aretino "Ragionamenti". Aquestes obres escandaloses es van guardar majoritàriament en un "armari" especial (una prestatgeria), i és probable que n'haguessin estat menys de 50 abans de la Revolució Francesa de 1789, tot i que el dipòsit legal va ser introduït el 1537 per Francesc I de França. No obstant això, les "ouvrages licencieux" van ser prohibides a França en general; així que les edicions clandestines es van imprimir a Holanda o Suïssa i es van distribuir i vendre en secret. Aquests llibres van arribar a la Biblioteca Reial només després de la confiscació de llibres prohibits o, més rarament, com a regals o compres. Aquests llibres no es posaven a disposició del públic lector, tot i que apareixien als catàlegs de les biblioteques.
Durant la Revolució Francesa, les col·leccions de llibres dels aristòcrates en fugida i dels monestirs secularitzats van contribuir de manera significativa al creixement de les biblioteques públiques. No obstant això, com a resultat de la censura estricta sota Napoleó, molts llibres prohibits van ser destruïts. A la Biblioteca Nacional, els llibres especialment notables es van separar per primera vegada de la biblioteca general el 1795, i es van establir les bases de la posterior Réserve (col·leccions de llibres rars). Entre 1836 i 1844, el concepte (no la marca de premsa) "Enfer" va aparèixer per primera vegada als inventaris de la biblioteca per a escrits moralment dubtosos. El director de la biblioteca, Joseph Naudet, va caracteritzar aquestes obres de la següent manera: "fort mauvais, mais quelquefois très précieux pour les bibliophiles, et de grande valeur vénale; cet enfer est pour les imprimés ce qu'est le Musée de Naples pour les antiques", o "extremadament reprovable des del punt de vista d'un col·leccionista de llibres, però de vegades molt valuós i de gran valor de revenda; aquest infern és per als pamflets, el que el Museu de Nàpols és per a l'art antic". Es desconeixen les circumstàncies exactes en què aquesta col·lecció tancada de llibres es va construir durant el regnat de Lluís Felip. No obstant això, una influència significativa va ser probable que hagi estat la creixent prudència de la burgesia a la França postrevolucionària. Mitjançant l'establiment d'una col·lecció segrestada de material eròtic, el lector normal de la biblioteca es va veure separat d'obres que es consideraven censurables i perjudicials per a la salut moral dels lectors.

## Nom
La primera col·lecció de llibres anomenada Enfer s'atribueix al convent dels Feuillants de París, al carrer Saint-Honoré. Segons s'informà, aquests monjos guardaven a l'àtic, irònicament descrit com a "infern", un gran nombre d'escrits protestants que havien estat lliurats al convent el 1652. Aparentment, el nom jugava amb el destí que sovint tocava els autors i lectors d'⁣obres prohibides i herètiques (és a dir, la crema o condemna a l'infern). Les col·leccions d'escrits teològics de caràcter semblant, que no sempre portaven aquest títol, van ser àmpliament utilitzades, sobretot a la Biblioteca Vaticana.
A l'època del Segon Imperi, a tot tardar, la paraula «enfer» era molt utilitzada per referir-se a una col·lecció clandestina o segrestada. L'Encyclopedia Grand dictionnaire universel du XIXe siècle de Pierre Larousse (París 1866–1877) va definir la paraula com "endroit fermé d'une bibliothèque, où l'on tient les livres dont on pense que la lecture est dangereuse; exemple: l'Enfer de la Bibliothèque nationale" o "una zona tancada en una biblioteca, que conté llibres la lectura dels quals es considera perillosa, per exemple: 'L'infern' de la Biblioteca Nacional". El 1913, la Biblioteca Nacional va rebre una col·lecció de llibres enorme d'Auguste Lesouëf i la seva germana (el nom de casat dels quals era Smith); 34 d'aquests articles van rebre la marca de premsa Enfer Smith-Lesouëf. Les estampes i fotografies de la Biblioteca Nacional també van rebre una marca de premsa especial, si es consideraven moralment qüestionables.
Altres biblioteques han separat la seva col·lecció d'obres eròtiques de les seves col·leccions generals, de manera semblant a la Biblioteca Nacional. Aquestes biblioteques sovint utilitzaven noms de col·leccions obscurs i marques de premsa, com ara el de Private Case al Museu Britànic, la col·lecció *** (o Triple star) de la Biblioteca Pública de Nova York, la col·lecció Δ (el caràcter delta grec) de la Biblioteca del Congrés dels Estats Units. i la col·lecció Φ (o caràcter grec Phi) a la Biblioteca Bodleian.

## Inventari i catalogació
Després de la constitució de l'Enfer, el públic va tenir curiositat per saber quines i quantes obres hi havia a les col·leccions. Es va suposar que era una col·lecció molt impressionant, ja que molts llibres s'havien confiscat durant l'⁣Antic Règim francès, en el punt àlgid del llibertinisme literari, durant la vida d'autors com el comte de Mirabeau, el marquès de Sade o Nicolas Restif de la Bretonne. De 1848 a 1850, l'Enfer va ser objecte d'un atac públic, que va causar la pèrdua negligent d'un gran nombre de llibres. Es rumorejava que dos terços dels 600 llibres originals s'havien perdut, sobretot perquè joves empleats no supervisats havien actuat com a assistents i havien comès diversos errors. Des d'aleshores la biblioteca tingué, com a màxim, 150 llibres. El primer volum suplementari del Grand dictionnaire universel du XIXe siècle de 1877 discutiria però les opinions populars sobre l'Enfer:
| « | (francès) Il existe à la Bibliothèque nationale un dépôt qui n'est jamais ouvert au public; c'est l'Enfer, recueil de tous les dévergondages luxurieux de la plume et du crayon. Toutefois, le chiffre de ce recueil honteux n'est pas aussi élevé qu'on l'imagine generalment, puisque el nombre des ouvrages n'y est que de 340 et celui dels volums de 730. Mais il és bon de notar que aquesta categoria no entén que els llibres d'una obscénité revoltant, aquests. qu'il est défendue de communiquer sous quelque prétexte que ce puisse être. | (català) A la Biblioteca Nacional hi ha un estoc que no està obert al públic; és l'Enfer, la cita de tots els excessos de la ploma i el llapis. No obstant això, la mida d'aquesta vergonyosa col·lecció no és tan alta com la gent en general imagina, ja que el nombre de llibres és només de 340 i els volums només de 730. Però és bo tenir en compte que aquesta categoria inclou només els repulsius llibres obscens, aquells que estan prohibits de circular sota cap pretext. | » |
| — | | |   |

L'Enfer va experimentar un creixement renovat durant el Segon Imperi, sobretot a causa de la censura més forta. Els anys 1865 i 1866, la col·lecció va créixer en més de 330 peces; i el 1876, hi havia 620 títols, dels quals més de la meitat provenien d'embargaments. El 1886, la col·lecció havia augmentat a una mica més de 700, incloent-hi moltes reimpressions barates de novel·les llibertines de l'⁣Antic Règim. L'Enfer va romandre pràcticament inaccessible llavors. Per poder consultar un dels llibres calia fer una sol·licitud molt raonada a la seu central i calia la decisió d'una comissió.
Entre 1876 i 1886, la marca de premsa original de l'Enfer, que s'utilitzava des de finals del segle XVII, va ser substituïda per Y2. Aquesta marca de premsa s'utilitzà sobretot l'any 1896 al catàleg general de la Biblioteca Nacional. Del 1909 al 1913, Guillaume Apollinaire i d'altres van elaborar, sense el suport ni els coneixements de la gestió de la biblioteca, un catàleg bibliogràfic especial, que va registrar 854 títols i descriure les obres. La biblioteca havia aconseguit aturar el primer inici, menys disfressat, fet pel lingüista Robert Yve-Plessis després de 1900. El catàleg d'Apollinaire es va publicar en una edició de 1.500 exemplars, una segona edició de 1919 va vendre 2.000 exemplars, mostrant clarament l'escala de l'interès públic sobre l'Enfer. El catàleg de 1978 de l'Enfer de Pascal Pia sumava uns 700 títols.

## Reutilització
El treball d'Apollinaire i Pia va contribuir en gran manera a donar a conèixer l'Enfer i la literatura que contenia. L'estoc de l'Enfer es va ampliar al segle xx, principalment a través d'adquisicions de llibreries ordinàries. A la dècada de 1980, la reconeguda editorial Fayard va publicar una col·lecció de set volums de novel·les sense drets d'autor conservada a l'Enfer, amb fotografies contemporànies i introduccions explicatives. Els historiadors de llibres es preocuparen llavors pel material que es conservava a l'Enfer, mentre que els nous historiadors culturals estudiaren la pornografia prerevolucionària que s'hi trobava. Un exemple destacat fou Robert Darnton, que apuntà al potencial emancipador dels textos en què la crítica social i religiosa s'incrustava sovint en transgressions morals.
El desenvolupament del mercat del llibre, els canvis en els estàndards morals i la derogació generalitzada de les normes de censura han canviat el caràcter de l'Enfer. A causa de la disponibilitat massiva d'obres eròtiques i pornogràfiques, ha perdut el sentit del propòsit. Ja l'any 1909 s'hi guardava la ficció en sèrie per protegir-la del robatori. El creixement posterior d'aquesta literatura de producció econòmica va comportar, l'any 1932, una marca de premsa a part dins de la col·lecció, substituïda entre 1960 i 1969 per dues signatures més específiques del catàleg general, que al seu torn van ser abandonades sense ser substituïdes.
La Biblioteca Nacional va tancar la marca de premsa Enfer l'any 1969, però la va tornar a obrir el 1983, per raons pràctiques; per als bibliotecaris i usuaris de la biblioteca, era més fàcil trobar totes les obres eròtiques sota una sola marca de premsa. La política d'adquisicions de la Biblioteca Nacional, però, ja no es basava només en el gènere. Tot i que s'esforçaria per seguir recopilant material eròtic, ara el factor decisiu era la raresa o la qualitat bibliòfila. A més d'obres més antigues que faltaven a l'Enfer, s'afegiren a l'Enfer llibres contemporanis i estrangers. El 2013, la col·lecció havia crescut fins als 2.600 volums, datats del segle XVI. Des de 1977, l'accés a l'Enfer ja no és més estricte que a la resta de col·leccions de la Réserve.